# Piccole labbra (film)
Piccole labbra è un film del 1978 diretto da Mimmo Cattarinich.
Cattarinich, ex fotografo di scena per registi quali Pasolini, Fellini, Lizzani e Ferreri, è qui alla sua unica regia cinematografica.

## Trama
L'ufficiale viennese Paul torna dalla Grande guerra nella sua tenuta di campagna – curata dai suoi domestici Franz e Anna – mutato nel carattere. Era un uomo che amava soprattutto le donne, e i suoi ricordi sono pieni di amplessi passionali, ma le sue giornate sono silenziose e malinconiche. Una ferita di guerra lo ha privato della capacità di avere rapporti amorosi. L'amicizia con Eva, una dodicenne implume ma già morbosa, gli fa sperare di potere intrecciare una relazione erotica ma casta al contempo. Scrive anche un romanzo dove fa di Eva la protagonista. Il gioco però non dura a lungo, Eva lo tradisce con leggerezza con uno zingaro. L'ufficiale non trova motivo per continuare a vivere e si spara un colpo di pistola in testa.

## Distribuzione
Il film è uscito in Spagna il 30 ottobre 1978. In Italia è stato distribuito dalla Unifilm l'8 febbraio 1979, vietato ai minori di 18 anni, con doppiaggio eseguito presso la N.C. con la collaborazione della Doppler.

## Critica
(Stefano Reggiani, La bambina e il reduce viennese, in «La Stampa», n° 82, 14 aprile 1979, pag. 7)